# George Hay, Earl of Gifford

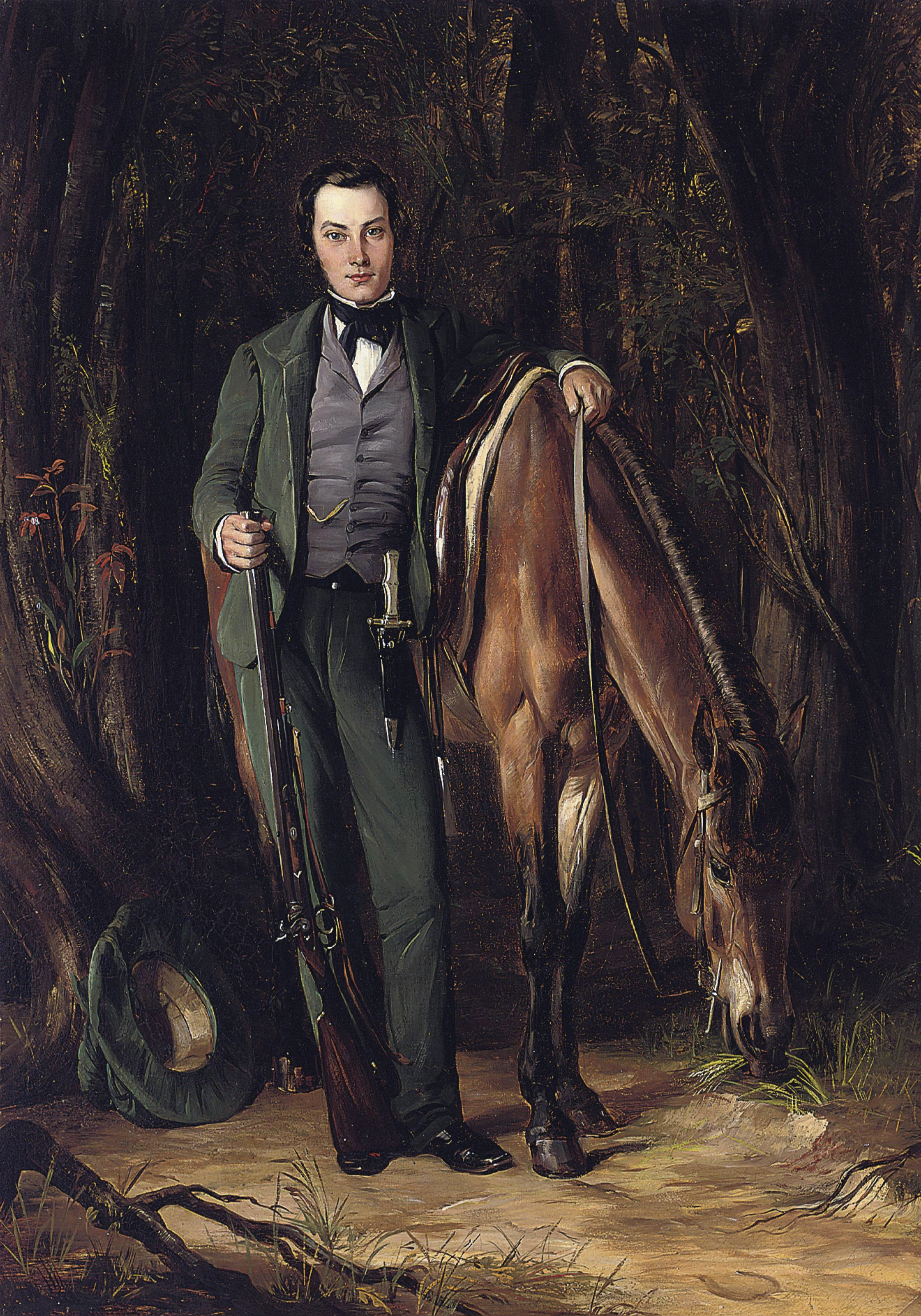
George Hay, Earl of Gifford

George Hay, Earl of Gifford (* 22. April 1822; † 22. Dezember 1862) war ein britischer Adliger und Politiker.

## Leben
Er war der älteste Sohn des George Hay, 8. Marquess of Tweeddale, aus dessen Ehe mit Lady Susan Montagu, Tochter des William Montagu, 5. Duke of Manchester. Als Heir apparent seines Vaters führte er seit Geburt den Höflichkeitstitel Earl of Gifford.
Er schloss sein Studium am Trinity College der Universität Cambridge als Master of Arts ab. 1850 wurde er Captain der East Lothian Yeomanry Cavalry. Er stand der politischen Partei der Whigs nahe und war von 1854 bis 1855 Privatsekretär des Kriegsministers Henry Pelham-Clinton, 5. Duke of Newcastle. 1855 wurde er als Abgeordneter für Totnes in Devon ins britische House of Commons gewählt. Er wurde zweimal wiedergewählt und hatte dieses Mandat bis zu seinem Tod inne.
Am 13. Oktober 1862 heiratete er Helen Selina Sheridan († 1867), Tochter des Thomas Sheridan, Muster-Master-General der British Army in Dublin. Die Ehe blieb kinderlos, da er bereits am 22. Dezember desselben Jahres starb. Die Adelstitel seines Vaters fielen 1876 an seinen nächstjüngeren Bruder Arthur Hay.